# Skater Union Augsburg
Die Skater Union Augsburg ist ein Sportverein für Inline-Skaterhockey aus Augsburg, der im Jahr 1996 Gründungsmitglied der Bundesliga war. Bei der Vereinsgründung im Jahr 1991 war die Skater Union der erste selbstständige Verein für Inline-Skaterhockey in Bayern.

## Geschichte
Die Skater Union wurde 1991 als eigenständiger Verein gegründet, nahm zunächst aber nur an Einladungsturnieren teil. Nach dem Eintritt in den Ligenspielbetrieb zur Saison 1992 gelang der Durchmarsch in die erste Liga, wo die Skater Union 1996 Teil der neugegründeten Inline-Skaterhockey-Bundesliga wurde und sich dort bis 2001 halten konnte. In diesem Jahr wanderten viele Spieler zum Lokalkonkurrenten TV Augsburg ab, der eine neue Abteilung für Inline-Skaterhockey gegründet hatte.
In der Folge wandte sich die Skater Union vom Leistungssport ab und richtete sich neu in Richtung Breitensport aus, was sich heute unter anderem an der Nachwuchsarbeit mit einer großen Jugendabteilung ablesen lässt.

## Spielbetrieb

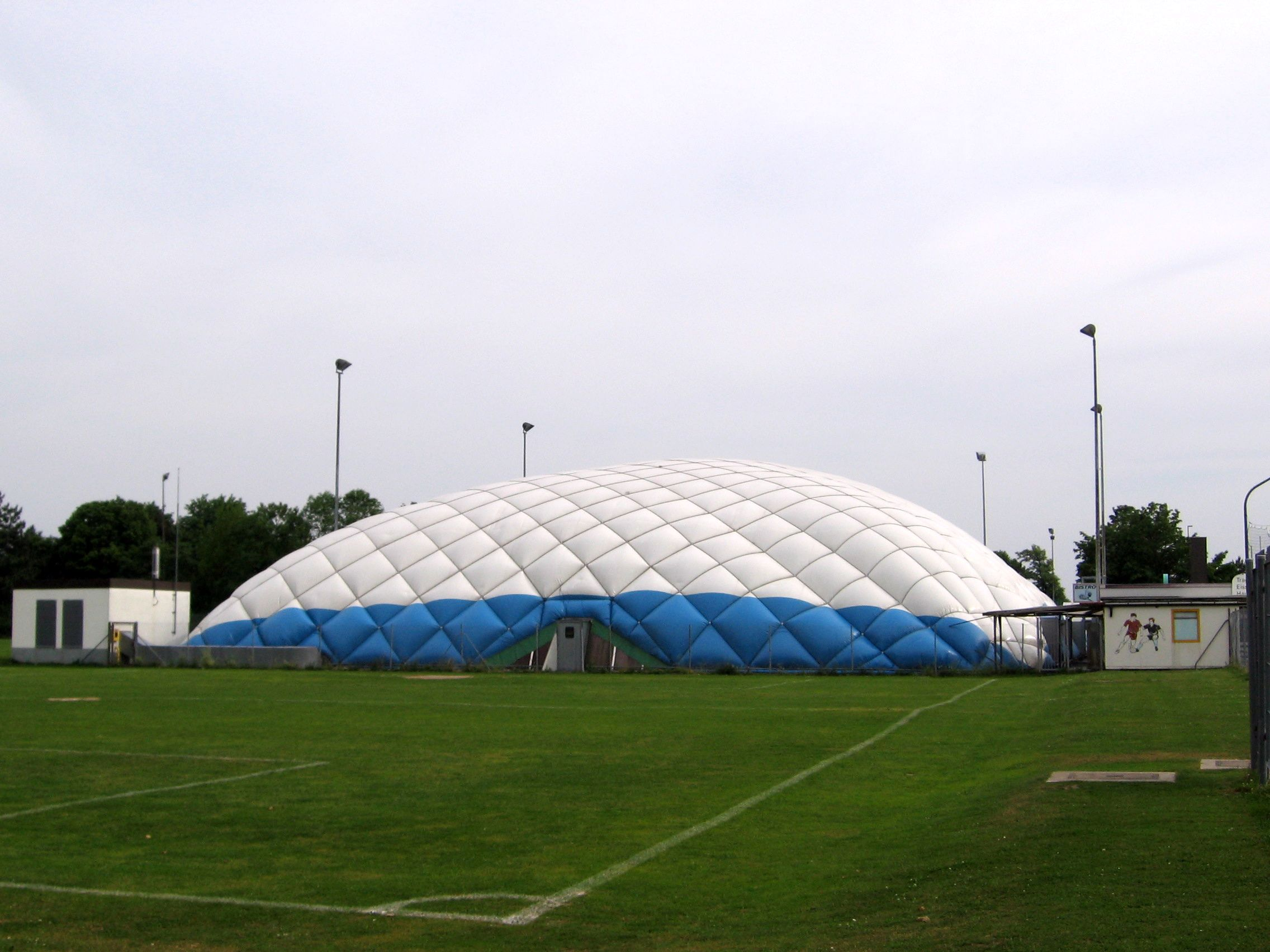
Das alte Eisstadion Haunstetten

Derzeit nimmt die Skater Union mit fünf Mannschaften am Ligenspielbetrieb teil: Die erste Herrenmannschaft spielt in der Regionalliga Süd-Ost, die zweite und dritte Herrenmannschaft in der Landesliga. Die Junioren- und Jugendmannschaft nehmen jeweils an der entsprechenden Liga ihrer Altersklasse teil. Für die Schüler- und Bambinimannschaften besteht kein regulärer Ligenbetrieb, sie nehmen an verschiedenen Turnieren teil.
Alle Mannschaften der Skater Union Augsburg tragen ihre Spiele im Eisstadion Haunstetten aus, wo der Verein in der Sommersaison der Hauptmieter ist.